# جيف سبيكمان
جيف سبيكمان (بالإنجليزية: Jeff Speakman)‏ هو ممثل أمريكي، ولد في 8 نوفمبر 1958 بشيكاغو في الولايات المتحدة.

## وصلات خارجية
- جيف سبيكمان على موقع IMDb (الإنجليزية)
- جيف سبيكمان على موقع أول موفي (الإنجليزية)
- جيف سبيكمان على موقع إن إن دي بي (الإنجليزية)
- جيف سبيكمان على موقع قاعدة بيانات الفيلم (الإنجليزية)